# Peter Seiichi Shirayanagi
Peter Seiichi Shirayanagi (白柳 誠一 Shirayanagi Seiichi) (17 de juny de 1928 – 30 de desembre de 2009) va ser un prelat japonès arquebisbe de Tòquio, que va ser elevat al Col·legi Cardenalici per Joan Pau II.

## Biografia
Nascut a Hachiōji, Tòquio, estudià a la Universitat Sofia, assolint un grau en filosofia el 1951 i una especialització en teologia el 1954. Ordenat prevere el 21 de desembre de 1954 a la catedral de Kanda, marxà a estudiar a la Pontifícia Universitat Urbaniana de Roma, assolint un doctorat en dret canònic el 1960.
El 15 de març de 1966 va ser nomenat per Pau VI bisbe titular d'Atenia i auxiliar de Tòquio, i a set consagrat bisbe el 8 de maig següent. Va ser nomenat arquebisbe titular de Castro i arquebisbe coadjutor de Tòquio el 1969, ocupant la seu el 1970. Com a arquebisbe continuà amb la Convenció Arxidiocesana de Tòquio, on va implementar els decrets del Concili Vaticà II i, el 1989, encapçalà un grup que visità l'Església catòlica a la Xina. Entre 1983 i 1992 presidí la Conferència Episcopal Japonesa, que inaugurà el Centre Catòlic de Tòquio el 1990.
El 1994 va ser creat cardenal per Joan Pau II amb el títol de cardenal prevere de Santa Emerenziana a Tor Fiorenza. El 12 de juny de 2000 es retirà com a arquebisbe de Tòquio.
Va ser un dels cardenals electors que participaren en el conclave de 2005, on s'escollí Benet XVI.
És un dels cardenals que han celebrat la missa tridentina després de la reforma litúrgica.
Des del 17 de juny de 2008, en complir els 80 anys, va perdre els seus drets com a cardenal elector. El 24 de novembre de 2008 presidí la missa de beatificació de fra Kibe i dels 187 màrtirs.
El cardenal Shirayanagi va ser hospitalitzat a principi d'agost a causa d'una arrítmia cardíaca, patint una hemorràgia cerebral lleu, però es recuperà després de tres mesos de rehabilitació. L'agost de 2009 es traslladà a la Loyola House, una residència per a sacerdots ancians. Va morir per un infart de miocardi el 30 de desembre del mateix any, als 81 anys. Després de les exèquies, el seu cos va ser incinerat i sepultat al cementiri catòlic de Fuchū a Tòquio.